# Altiplano

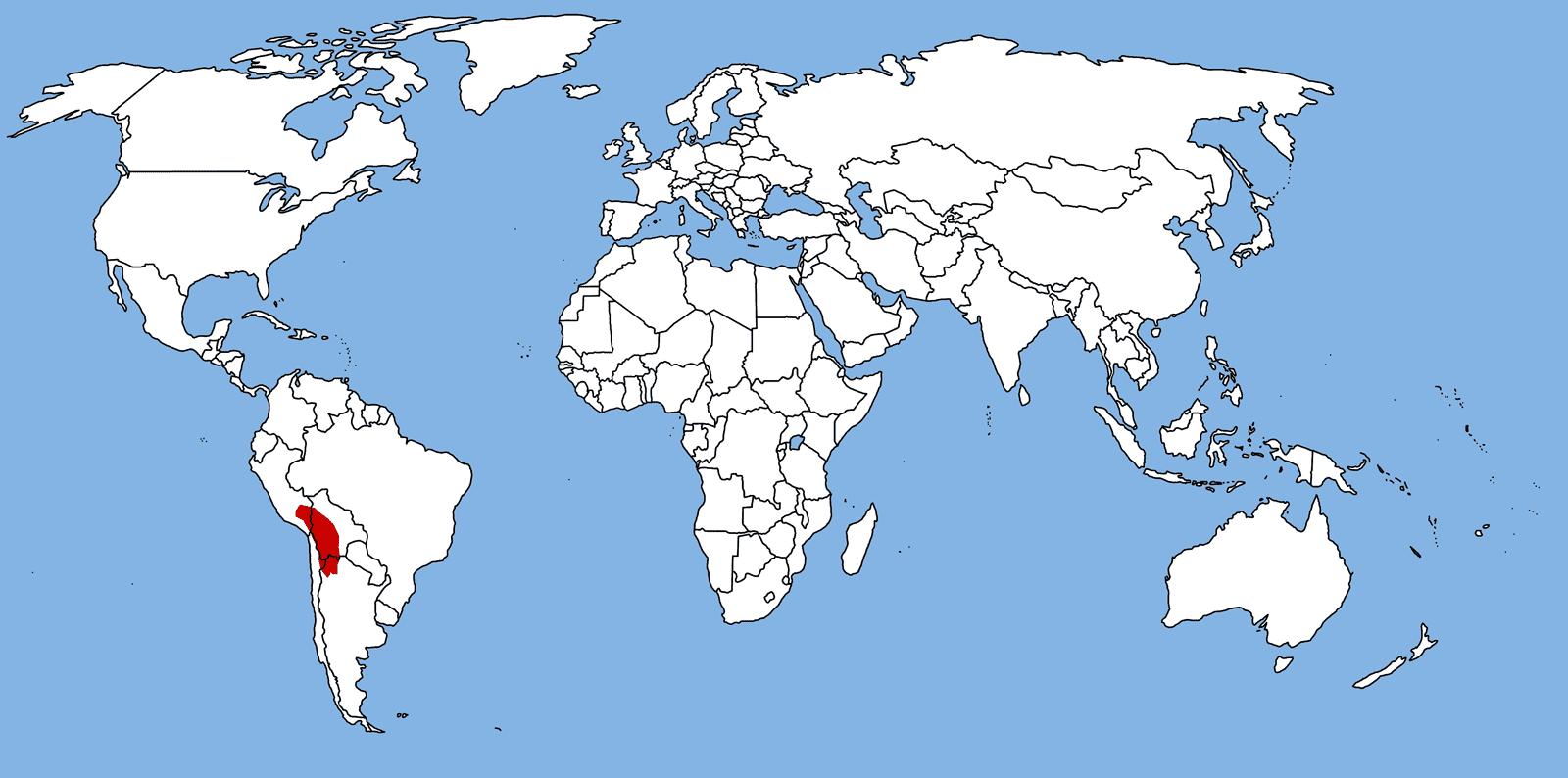
Vị trí của Altiplano ở Nam Mỹ

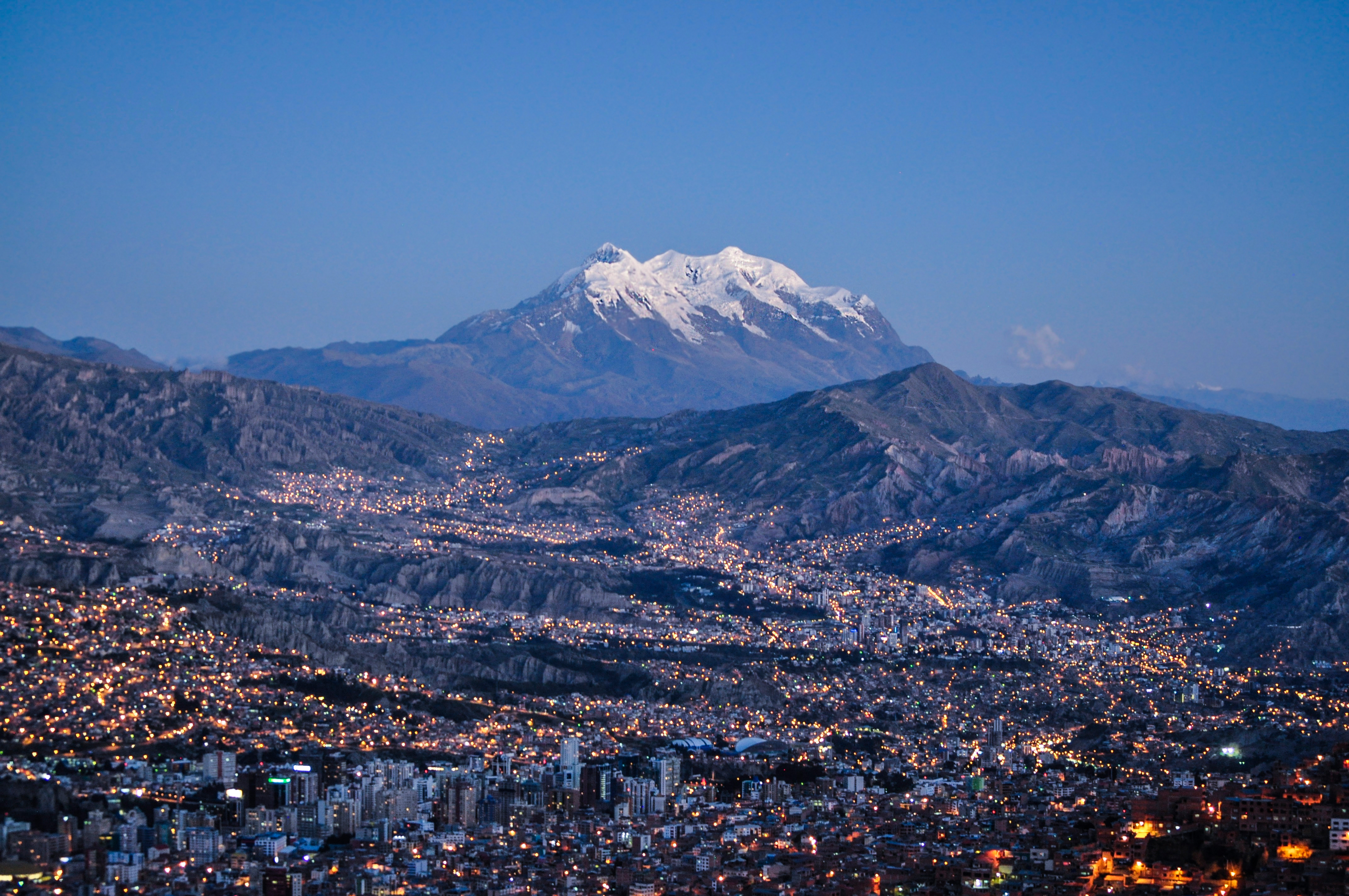
La Paz, Bolivia, là thành phố lớn nhất nằm ở Altiplano

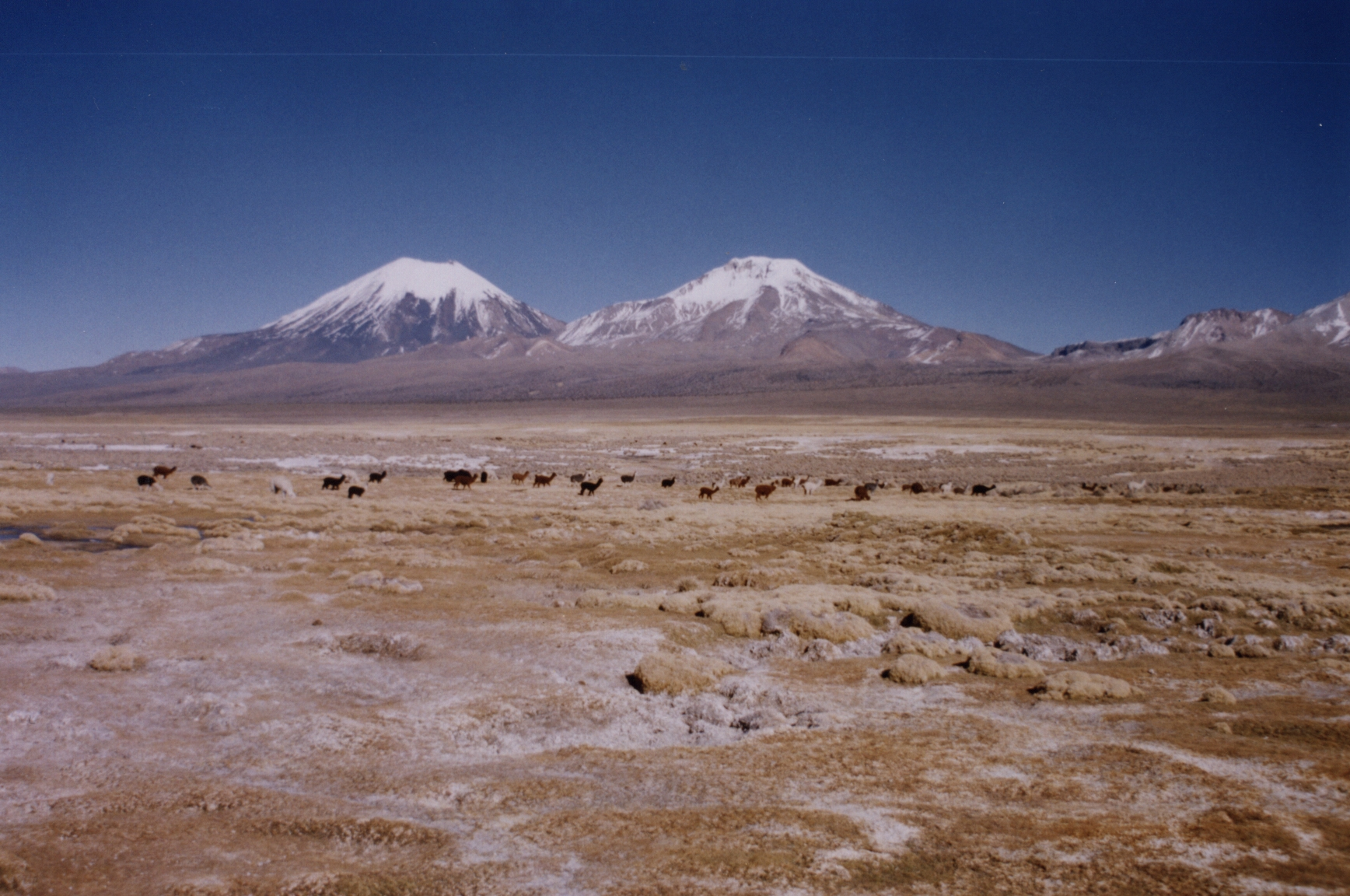
Núi lửa ở Công viên quốc gia Sajama (Parinacota và Pomerape)

Altiplano (tiếng Tây Ban Nha có nghĩa là "vùng đồng bằng cao"), Collao (tiếng Quechua và Aymara: Qullaw, có nghĩa là "nơi của Qulla ") hoặc cao nguyên Andean, ở phía tây trung tâm Nam Mỹ, là khu vực mà Andes là nơi rộng nhất. Đây là khu vực rộng lớn nhất của cao nguyên trên Trái Đất bên ngoài Tây Tạng. Phần lớn Altiplano nằm ở Bolivia, nhưng phần phía bắc của nó nằm ở Peru, và phần phía nam của nó nằm ở Chile và Argentina.
Cao nguyên này có một số thành phố của bốn quốc gia này, bao gồm El Alto, La Paz, Oruro và Puno. Vùng đông bắc Altiplano ẩm hơn khu vực phía tây nam. Khu vực thứ hai có một số salares, hoặc căn hộ muối, do sự khô cằn của nó. Tại biên giới Bôlivia Peru là Hồ Titicaca, hồ lớn nhất ở Nam Mỹ. Phía nam của Bolivia là hồ Poopó, được tuyên bố đã cạn kiệt và không còn tồn tại vào tháng 12 năm 2015. Không rõ liệu hồ lớn thứ hai ở Bolivia này có thể được hồi sinh hay không.
Altiplano là địa điểm của một số nền văn hóa tiền Columbus, bao gồm Chiripa, Tiawanaku và Đế chế Inca. Tây Ban Nha chinh phục khu vực này vào thế kỷ 16.
Hoạt động kinh tế quan trọng trong vùng Altiplano bao gồm khai thác mỏ, llama và Vicuña chăn gia súc, và các dịch vụ tại các thành phố. Có một số tuyến du lịch quốc tế tới đây.